# Турецкая православная церковь
Туре́цкая правосла́вная це́рковь (официальное наименование — Автокефальный турецкий православный патриархат, тур. Bağımsız Türk Ortodoks Patrikhanesi) — неканоническая православная юрисдикция, созданная в 1921—1922 годах православными христианами Турции, имеющая официальное признание турецкого правительства.

## История
Церковь была образована 15 сентября 1922 году в Кайсери как Автокефальный православный патриархат Анатолии при поддержке турецкого правительства, которое пыталось создать национальную православную церковь, не связанную с греческим православием, и оторвать живущих в Турции греков от связей с Грецией, сделав их патриотами молодой Турецкой республики.
Возглавил церковь Павел Карахисаридис, туркоязычный грек из Малой Азии. Новосозданная структура не получила широкого распространения; кроме небольшого количества православных турок и минимума греков, к ней никто не присоединился. Павел Каракиссаридис после провозглашения себя «Патриархом» принял имя Эфтим I и сменил греческую фамилию на турецкую — Эренерол. В период образования церкви Эфтиму I удалось собрать небольшое число последователей, но позднее число её членов понизилось до минимума.

## Современное состояние
Турецкая православная церковь официально зарегистрирована в Турции как религиозная структура, хотя и не признана в качестве канонической другими Поместными православными церквями.
Титул предстоятеля наследуется членами одной семьи — Эренеролов. С 2002 года Турецкую православную церковь возглавляет патриарх Эфтим IV (Эренерол). Церковь имеет в собственности три храма, около пяти общин и несколько сотен верующих. Богослужения совершаются на турецком языке.
После того, как произошёл разрыв евхаристического общения Русской православной церкви с Константинопольским патриархатом (2018), Турецкая церковь выступила с поддержкой позиции Московского патриархата.

## Кафедральный храм
Главным храмом и резиденцией предстоятеля является храм Каффской иконы Божией Матери (тур. Meryem Ana) в стамбульском квартале Бейоглу. Храм был построен в 1583 году выходцами из крымской Феодосии (Каффы) под руководством Трифона Карабейникова.

## Предстоятели
1. Эфтим I (15 сентября 1922—1962) — в миру Павел Каракиссаридис.
2. Эфтим II (1962—1991) — в миру Тургут (Георгий) Эренерол, сын патриарха Эфтима I.
3. Эфтим III (1991 — декабрь 2002) — в миру Сельджук Эренерол, второй сын патриарха Эфтима I.
4. Эфтим IV (с 2002) — в миру Паша Юмит Эренерол, внук Эфтима I.

## Галерея
- Турецкая православная Патриархия
- Церковь Каффской иконы Божией Матери (Panagia Kaphatiani)
- Церковь свт. Николая
- Церковь св. Иоанна Предтечи